# 糸魚川市
糸魚川市（日语：／ Itoigawa shi */?）是位于日本新潟縣最西端，面向日本海的城市。是世界上知名的玉產地。市制施行于1954年，由西頸城郡的9町村合併而成。2005年（平成17年）3月19日，舊糸魚川市與能生町和青海町合併為現今的糸魚川市。

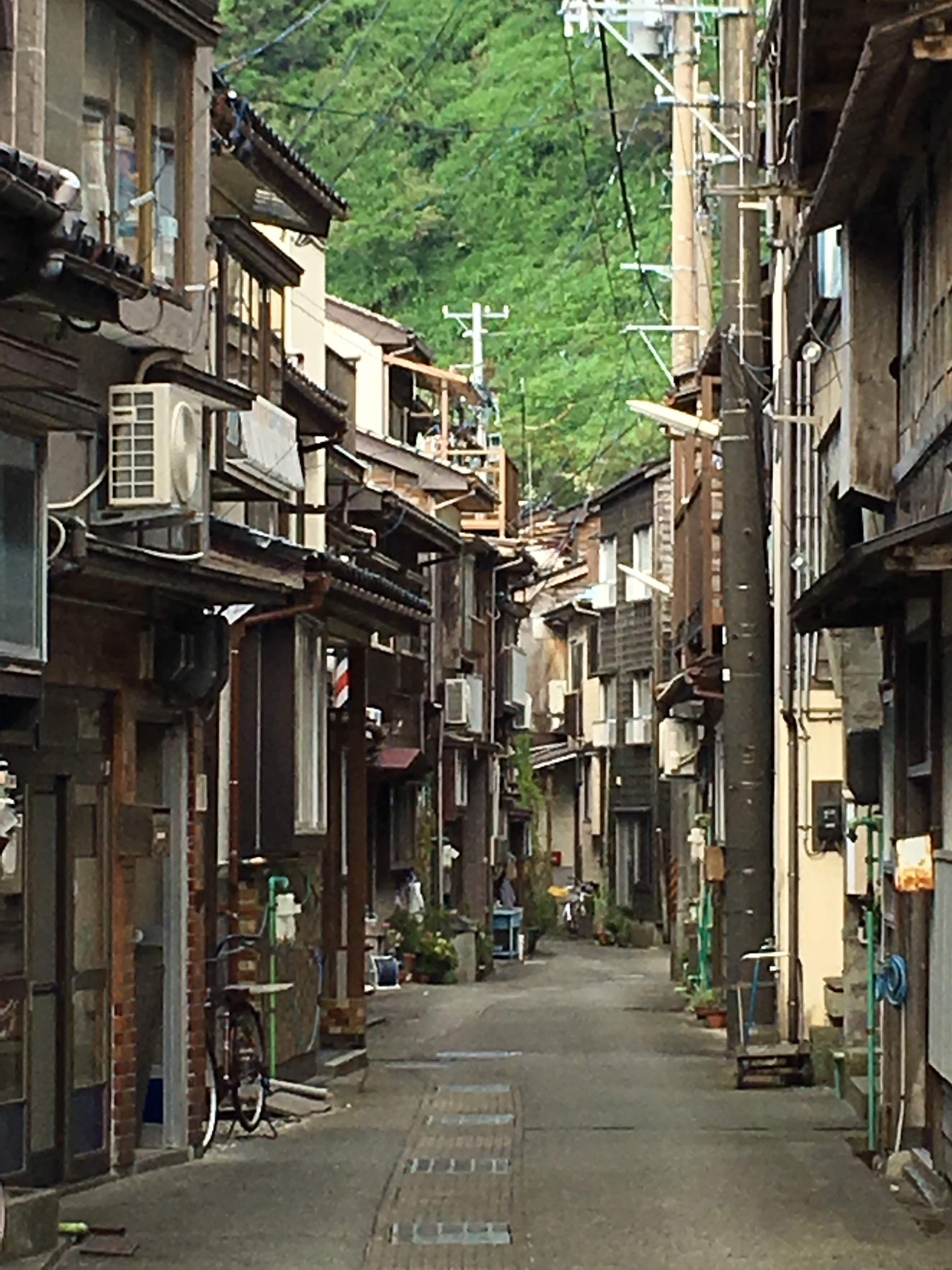
糸魚川市筒石城市景観

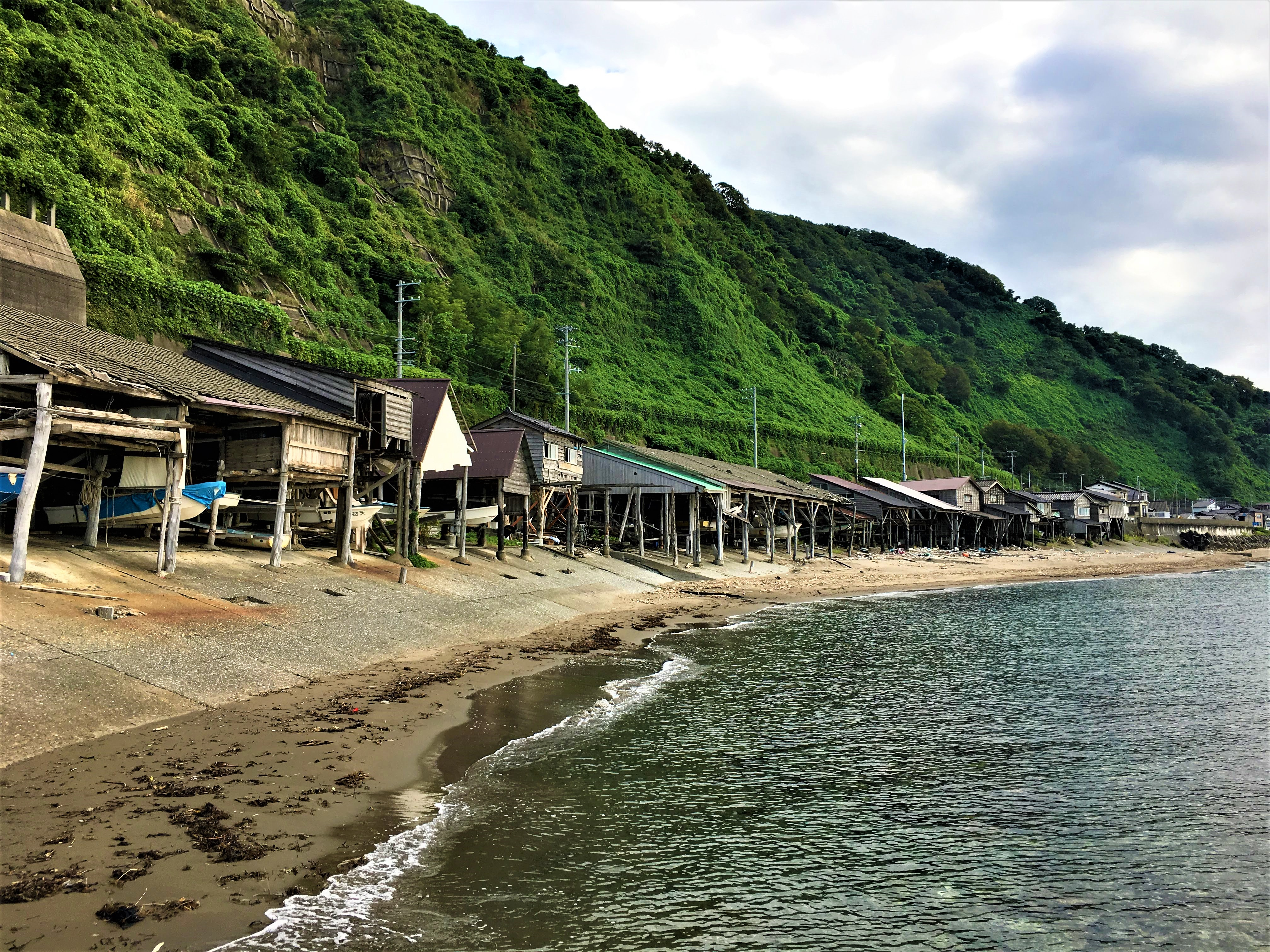
筒石

## 地理

### 鄰近自治體
- 新潟縣
  - 上越市
  - 妙高市
- 長野縣
  - 北安曇郡：白馬村、小谷村
- 富山縣
  - 下新川郡朝日町

### 自然
- 山：火打山、不動山、鉾岳、黑姬山、小蓮華山（新潟縣的最高峰）、新潟燒山、乗鞍岳(白馬乗鞍岳)、雪倉岳、雨飾山、朝日岳、聖山、犬岳、白鳥山、明星山
- 河川：姫川、能生川、青海川、海川、前川、早川、小瀧川
- 湖沼：高浪池、白池、月不見之池
- 洞窟：福來口鐘乳洞、白蓮洞（日本最深的洞窟）、青海千里洞、奴奈川洞、銀鳳洞、澤穴、瀧谷第1洞
- 其他：尾山姬春蟬（日本音風景百選、分布的北限、天然記念物）、上越蜜柑、糸魚川靜岡構造線

### 氣候
因受到焚風影響，夏天非常悶熱，2019年8月15日當天觀測到的最低氣溫為31.3℃，為整日最低氣溫不低於30℃的超熱帶夜。這也是日本國內整日最低氣溫的最高記錄。（页面存档备份，存于）

## 歷史
2005年（平成17年）3月19日：舊糸魚川市與能生町、青海町合併為現今的糸魚川市。舊糸魚川市合併前面積為466.62km²（含有邊界未定部分），人口31,567人（2004年9月1日）。糸魚川市於2016年12月22日發生大規模火災。
2023年2月8日，在糸魚川市的沙灘上，發現大量沙丁魚被沖上岸。長200公尺的海岸線，全是沙丁魚的屍體。新潟縣政府發言人回應，他們不清楚大量沙丁魚被沖上岸的確切原因，但推測是魚群受到驚嚇，陷入恐慌所致，目前正在與新潟市水族館的海洋學家進行調查。

## 行政
- 市長：米田徹（2005年4月24日 - 第三任）

## 產業
礦業：糸魚川市境內高品質的石灰岩生產，讓水泥工業盛行。
- 電化株式會社（日语：デンカ）青海工廠
- 明星水泥株式會社（日语：明星セメント）糸魚川工廠

漁業
- 浦本漁港（第2種漁港）
- 大和川漁港（第1種漁港）
- 親不知漁港（第1種漁港）
- 市振漁港（第2種漁港）
- 筒石漁港（第2種漁港）
- 能生漁港（第3種漁港）
- 鬼舞漁港（第1種漁港）

特產
- 竹壽司：每年的7月7日是「糸魚川·七夕竹壽司日」。

## 地區

### 教育
高級中學
- 新潟縣立糸魚川白嶺高級中學（日语：新潟県立糸魚川白嶺高等学校）
- 新潟縣立海洋高級中學（日语：新潟県立海洋高等学校）

初級中學
- 糸魚川市立糸魚川初級中學
- 糸魚川市立糸魚川東初級中學
- 糸魚川市立能生初級中學
- 糸魚川市立青海初級中學

小學
| - 糸魚川市立浦本小學 - 糸魚川市立下早川小學 - 糸魚川市立上早川小學 - 糸魚川市立大和川小學 - 糸魚川市立西海小學 - 糸魚川市立糸魚川小學 - 糸魚川市立大野小學 - 糸魚川市立根知小學 | - 糸魚川市立糸魚川東小學 - 糸魚川市立能生小學 - 糸魚川市立中能生小學 - 糸魚川市立南能生小學 - 糸魚川市立木浦小學 - 糸魚川市立磯部小學 - 糸魚川市立田澤小學 - 糸魚川市立青海小學 - 糸魚川市立市振小學 |

特殊學校
- 新潟縣立高田特殊學校白嶺分校
- 糸魚川市立玉村里綜合學校

學校以外之設施
- 糸魚川高等職業訓練校
- 美山陸上競技場
- 美山球場

## 姊妹、友好城市
※此段落來源為系魚川市官方網站 （页面存档备份，存于）
- 鹽尻市（長野縣）
姊妹市關係
- 日高郡新日高町（北海道）
友好城市關係
舊能生町與舊三石町之友好城市關係
隨著糸魚川市誕生，糸魚川市繼承了舊能生町的友好城市關係
新日高町店生則是繼承了舊三石町的友好城市關係
- 岩手郡葛卷町（岩手縣）
友好城市關係
- 東筑摩郡山形村（長野縣）
友好城市關係
- 大野市（福井縣）
友好城市關係
- 南淡路市（兵庫縣）
友好城市關係

## 交通

### 鐵道路線

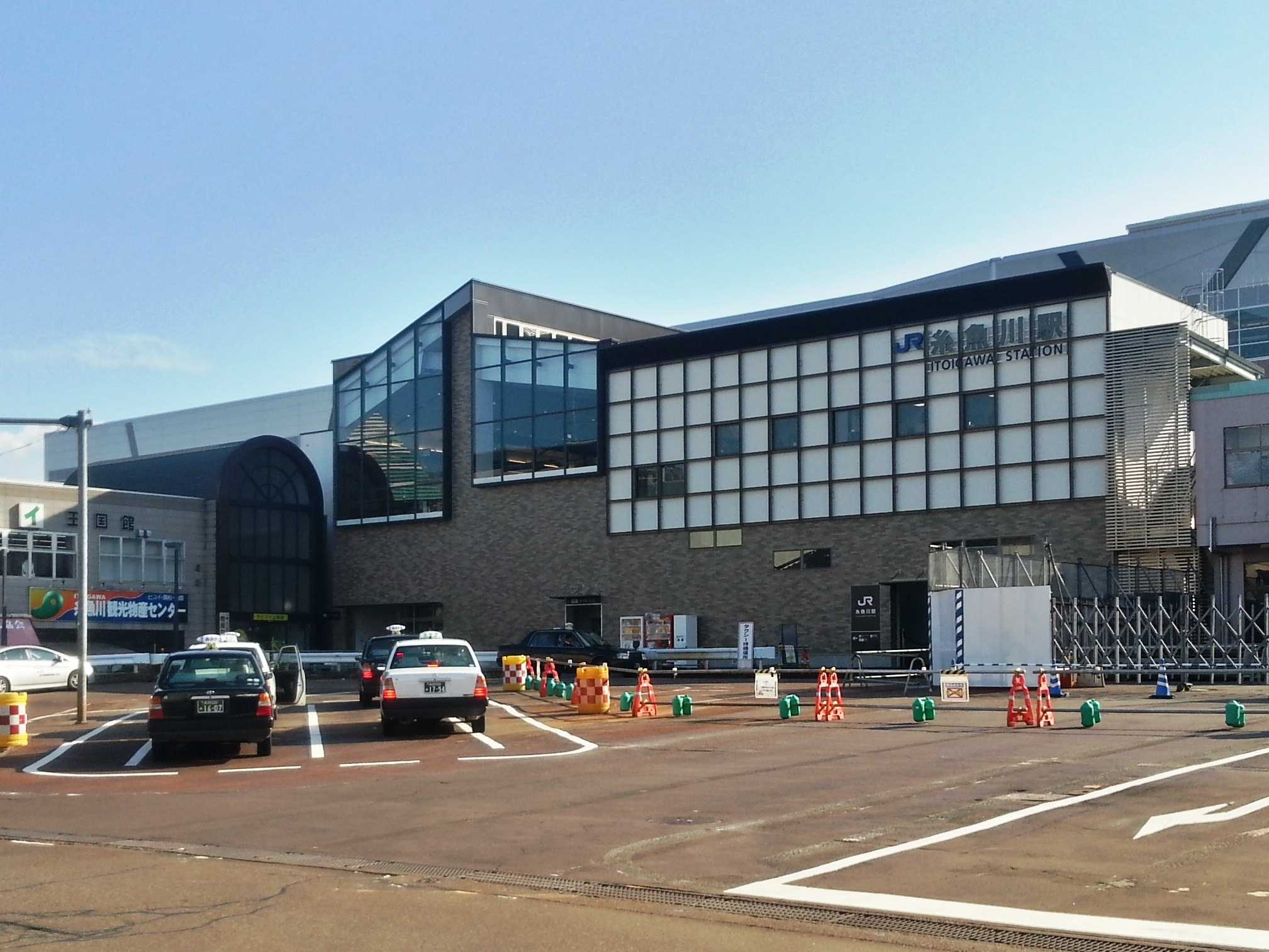
糸魚川站

市內有西日本旅客鐵道（JR西日本）的北陸新幹線、大糸線、越後心跳鐵道的日本海翡翠線、愛之風富山鐵道4條路線經過。
- 西日本旅客鐵道（JR西日本）
  - 北陸新幹線：糸魚川站
  - 大糸線：平岩站 - （通過長野縣北安曇郡小谷村，但沒停站） - 小瀧站 - 根知站 - 頸城大野站 - 姫川站 - 糸魚川站

- 越後心跳鐵道
  - 日本海翡翠線：市振站 - 親不知站 - 青海站 - 糸魚川站 - 梶屋敷站 - 浦本站 - 能生站 - 筒石站

- 愛之風富山鐵道
  - 愛之風富山鐵道：市振站
    - ※市振站以及糸魚川市内全境的線路管理由越後心跳鐵道負責，越後心跳鐵道與愛之風富山鐵道營業方面是市振站。

### 高速總線
- 直江津・高田 - 新潟線（頸城自動車）

### 公車
- 糸魚川公共汽車
- 小古村營公共汽車
- 朝日町公共汽車

### 船舶
- 姬川港（日语：姫川港）（地方港灣）

## 外部連結
- 絲西地方廣域觀光協議會
- 糸魚川市･能生町･青海町合併協議會